# Asques (Tarn i Garonna)
Asques – miejscowość i gmina we Francji, w regionie Oksytania, w departamencie Tarn i Garonna.
Według danych na rok 1990 gminę zamieszkiwało 117 osób, a gęstość zaludnienia wynosiła 11 osób/km² (wśród 3020 gmin regionu Midi-Pireneje Asques plasuje się na 946. miejscu pod względem liczby ludności, natomiast pod względem powierzchni na miejscu 1040.).